# Otger Cataló
L'Otger Cataló (o Catalon), o Pare de la Pàtria, és un personatge de llegenda que amb els Nou Barons de la Fama hauria conquerit Catalunya als sarraïns. Segons algunes llegendes del passat, el nom de Catalunya hauria derivat del seu cognom. En tot cas, les referències escrites més antigues sobre aquest personatge que han perdurat en català són del segle xv, molt posteriors a l'època en la qual se suposa que va viure (segle viii), i deu bona part de l'aparició i del foment de la seva memòria a l'ideari catalanista conreat en l'obra dels autors de la Renaixença catalana, especialment Víctor Balaguer, Antoni Ferrer i Codina i Jacint Verdaguer.
El 2012, es va inaugurar, a Gombrèn, el centre d'interpretació Montgrony Any 0, on s'explica la llegenda.

## La llegenda
Segons la llegenda, Otger Cataló va sobreviure a l'escomesa sarraïna que va arribar fins a les valls pirinenques. Tots els guerrers cristians havien mort. Només ell va sobreviure, malferit i amagat a les muntanyes del Pirineu.
Sota la protecció de la seva tenda feta amb pell de cabra, fou atès per l'afecte del seu gos llebrer, el qual diàriament li llepava les ferides. Otger, a poc a poc, s'anà recuperant. S'alimentava de fruites silvestres i de la llet d'una ovella. En la mesura en què se li anaven guarint les ferides, Otger Cataló es dedicà a preparar les armes amb el desig de tornar a guerrejar contra els invasors de Catalunya. Polia l'escut i esmolava la daga.
Passat el temps, fou arribat el dia en què Otger va considerar que ja havia recuperat tot el vigor. Llavors, va agafar la banya de caça i la va fer ressonar profundament i prolongada, de tal manera que la seva ronca crida volà per valls i muntanyes estenent-se per tot el país. Així convocà els seus homes, els cristians fidels a la terra, a la lluita.
El gos llebrer, interpretant la crida del seu amo, va emprendre veloç i infatigable cursa fins que va trobar el primer home i li va fer entendre amb els seus somics que volia que el seguís. L'home, tot seguint el gos, fou conduït davant la presència d'Otger Cataló, el qual li va donar el missatge que comuniqués als senyors de la terra que el moment de tornar a lluitar contra els sarraïns havia arribat. El missatger va anar a donar la notícia als personatges principals del territori perquè agafessin les armes que tinguessin a l'abast.
Així, de nou llocs diferents, van venir amb les seves hosts els més aguerrits barons de la terra amb el deler de reconquerir els territoris. Aquests nou cavallers foren: Galceran de Cervelló, Bernat Roger d'Erill, Gispert de Ribelles, Dapifer de Montcada, Galceran de Cervera, Galceran de Pinós, Bernat d'Anglesola, Guerau d'Alamany i Hug de Mataplana, coneguts com els Nou Barons de la Fama o els Nou Cavallers de la Terra.
Otger Cataló els va conjurar a lluitar fins a la mort per la terra que els havia vists néixer fins a alliberar-la del poder sarraí.
Els nou cavallers ajuntaren les espases, jurant davant l'altar de la marededeu negra de Montgrony que complirien amb lleialtat la seva paraula.
Els cavallers, amb Otger, van partir cap al combat, cadascú cap a un lloc diferent, i van assolir les victòries més rotundes. L'únic que va tornar a quedar ferit fou Otger Cataló, durant la batalla per reconquerir Roses, l'any 735, però aquesta vegada com a triomfador. Otger Cataló, abans de morir, ordenà que el seu escut portés com a ornat el símbol del gos llebrer perquè aquest animal havia donat testimoni de lleialtat incondicional i sense fi.

## Base històrica de la llegenda
El primer cop que apareix la llegenda és en l'obra del cavaller mossèn Pere Tomic Histories e conquestes dels Reys de Aragó e Comtes de Barcelona, escrita el 1438 i impresa el 1495.

## Cinema
L'any 2017 es va estrenar la pel·lícula Pàtria que narra la història d'Otger Cataló i els Nou Barons de la Fama.